# Andrzej Kamiński (piłkarz)
Andrzej Kamiński (ur. 6 listopada 1971) – polski piłkarz, występujący na pozycji pomocnika.

## Życiorys
W 1992 roku został piłkarzem Polgera Police. W sezonie 1992/1993 rozegrał 31 spotkań w II lidze, zdobywając pięć goli. W rundzie jesiennej sezonu 1993/1994 był zawodnikiem Stilonu Gorzów Wielkopolski, po czym wrócił do klubu z Polic. W 1995 roku awansował z Chemikiem do II ligi. Na początku 1996 roku przeszedł do Pogoni Szczecin. W I lidze zadebiutował 16 marca w zremisowanym 1:1 spotkaniu z GKS Katowice. Ogółem w barwach Pogoni rozegrał piętnaście spotkań w I lidze. W sezonie 1996/1997 ponownie występował w Chemiku Police, a następnie – w Stali Telgom Szczecin. Sezon 1998/1999 ponownie spędził na grze w Chemiku Police, po czym został piłkarzem Sparty Brodnica. W rundzie wiosennej sezonu 1999/2000 występował w Odrze Szczecin. Następnie został piłkarzem Pomeranii Police. W latach 2005–2006 grał w niemieckim TSV Essingen, a w latach 2009–2012 – w rezerwach tego klubu (gdzie był także trenerem). Lata 2013–2015 spędził na grze w Grocie Gardno.

## Statystyki ligowe
| Sezon         | Klub                       | Liga     | Mecze | Gole |
| ------------- | -------------------------- | -------- | ----- | ---- |
| 1992/1993     | Polger Police              | II liga  | 31    | 5    |
| 1993/1994 (j) | Stilon Gorzów Wielkopolski | II liga  | 15    | 1    |
| 1993/1994 (w) | Chemik Police              | III liga | 18    | 3    |
| 1994/1995     | Chemik Police              | III liga | 14    | 4    |
| 1995/1996 (j) | Chemik Police              | II liga  | 17    | 2    |
| 1995/1996 (w) | Pogoń Szczecin             | I liga   | 15    | 0    |
| 1996/1997     | Chemik Police              | II liga  | 20    | 1    |
| 1997/1998     | Stal Telgom Szczecin       | III liga | ?     | ?    |
| 1998/1999     | Chemik Police              | III liga | 23    | 3    |
| 1999/2000 (j) | Sparta Brodnica            | III liga | ?     | ?    |
| 1999/2000 (w) | Odra Szczecin              | II liga  | 11    | 0    |
| 2000/2001     | Pomerania Police           | III liga | ?     | ?    |
| 2001/2002 (j) | KP Police                  | III liga | 7     | 0    |